# (15033) 1998 VY29
A (15033) 1998 VY29 egy kisbolygó a Naprendszerben. A LINEAR projekt keretében fedezték fel 1998. november 10-én.